# سلسلة الإرسال
وفي مجال البث الإذاعي للراديو أو التلفاز، فإن سلسلة الإرسال أو سلسلة الهواء  هي المسار أو الطريق الذي  تأخذه الإشارة السمعية أو البصرية في طريقها خلال المحطة الإذاعية أو التلفزيونية.
تبدأ سلسلة الإرسال (الهواء) بالكاميرات والميكروفونات ومشغلات الأقراص المدمجة والفونوغراف ومسجلات أشرطة الفيديو والأقمار الصناعية وغير ذلك من أجهزة الإدخال الأخرى في الاستوديو وغرفة التحكم. وهذه الإشارات تقوم بتغذية وحدة الخلط. ثم يذهب الخرج إلى معالج الصوت، وأخيرا إلى جهاز الارسال، خط التغذية، والهوائي. في كثير من الأحيان، هناك رابط مرسل/استوديو عبر الراديو أو الخط المستأجرللنطاق العريض.
قد تكون سلسلة الإرسال كلها تناظرية أو رقمية، أو غالبا هجين من الاثنين.
عادة ما سلسلة الإرسال التناظرية الكابلات تنتهي بوصلة إكس إل آر بين كل جهاز.